# Spilogona ferrari
Spilogona ferrari este o specie de muște din genul Spilogona, familia Muscidae, descrisă de Adrian C. Pont în anul 1973. Conform Catalogue of Life specia Spilogona ferrari nu are subspecii cunoscute.